# Alena Zavarzina
Alena Igorevna Zavarzina (en russe : Алёна Игоревна Заварзина), née le 27 mai 1989 à Novossibirsk, est une snowboardeuse russe spécialisée dans les épreuves de slalom parallèle et slalom géant parallèle. 

## Carrière
En juniors, elle a remporté deux médailles, la première en bronze en 2008 en slalom géant parallèle, la seconde en argent en slalom parallèle.
Elle prend part aux Championnats du monde 2009 avec une 21e place en slalom géant parallèle. Elle monte pour la première fois sur un podium de coupe du monde en prenant la première place du slalom géant parallèle de Telluride le 17 décembre 2009. Elle participe aux Jeux olympiques de 2010 mais ne réussit qu'une 17e place en slalom géant parallèle. Le 19 janvier 2011, elle décroche une médaille d'or aux Championnats du monde de snowboard de La Molina, en Espagne. Zavarzina remporte la médaille de bronze du slalom géant parallèle des Jeux olympiques d'hiver de 2014.

## Palmarès

### Jeux olympiques
| Édition/Discipline              | Slalom géant parallèle | Slalom parallèle |
| Jeux olympiques d'hiver de 2010 | 17e                    | -                |
| Jeux olympiques d'hiver de 2014 | 3e                     |                  |

### Championnats du monde
| Édition/Discipline                 | Slalom géant parallèle | Slalom parallèle |
| Championnats du monde juniors 2008 | 3e                     | 6e               |
| Championnats du monde juniors 2009 | 9e                     | 2e               |
| Championnats du monde 2009         | 21e                    | -                |
| Championnats du monde 2011         | 36e                    | 1re              |
| Championnats du monde 2013         | 5e                     | 9e               |
| Championnats du monde 2015         | 2e                     | 5e               |

### Coupe du monde
- 1 petit globe de cristal :
  - Vainqueur du classement slalom géant parallèle en 2017.
- 10 podiums en parallèle dont 2 victoires.

## Vie privée
Elle est l'ex-femme du snowboardeur Vic Wild.